# Бакунина, Евдокия Михайловна
Евдоки́я Миха́йловна Баку́нина (3 (14) сентября 1793 — 6 (18) апреля 1882) — русская художница XIX века, первая женщина, которая была в 1835 году отправлена за границу как пенсионерка Академией Художеств.

## Биография
Старшая дочь сенатора Михаила Михайловича Бакунина и русской писательницы-мемуаристки Варвары Ивановны (урождённой Голенищевой-Кутузовой). Получила хорошее образовании. Молодые годы провела в Петербурге. В 1820 году вместе с родителями переселилась в Москву, где играла заметную роль в обществе и была близка к пушкинской великосветско-литературной среде. Одно время, около 1827 года, была невестой Адама Мицкевича, но брак не состоялся из-за различия в вероисповедании и религиозных взглядах жениха и невесты. Сын и биограф поэта Владислав Мицкевич говорил, что по словам отца, тот бы женился на одной особе, если бы она не была православной. Замуж так и не вышла.
В 1828 году вместе с матерью приезжала в Петербург и присутствовала на одном из сеансов в мастерской Д. Доу, когда тот писал портрет А. Ф. Орлова. В 1832 году была принята в качестве «постороннего ученика» в Петербургскую академию художеств. Живя в семье своего родственника А. С. Шишкова, занималась копированием картин в Эрмитаже. По результатам получила 22 декабря 1834 года 1-ю серебряную медаль за живопись от Императорской Академии Художеств. Благодаря стараниям председателя Общества Поощрения Художников, графа В. В. Мусина-Пушкина-Брюса (чей портрет она создала), Бакунина получила возможность отправиться в Италию для усовершенствования (1835—36). Художник Александр Иванов с досадой писал отцу о том, что выделенные ей деньги пропадут впустую.
В Италии она исполнила копию с картины Корреджио «Обручение св. Екатерины», выставленную в Риме и в Петербурге в 1839 году. Проведя, при содействии членов названного Общества четыре года во Франции и Италии, она должна была вернуться в Россию (1839—43). В Италии она посещала мастерскую А. Иванова. Нестор Кукольник просил её сделаться корреспонденткой из Рима, чтоб рассказать читателям «Художественной газеты», как живут наши художники за границей. В одно время, как об этом свидетельствует её сестра Екатерина, даже работала в ателье Делакруа. Оставила автопортрет, который хранился по крайней мере до 1915 года в Премухинском семейном гнезде Бакуниных.
В 1854 году в Петербурге хлопотала о свидании со своим арестованным кузеном Михаилом Бакуниным. После смерти матери вместе с сестрами владела Казицыном. Погребена в Прямухине.